# Fairmont Kuala Lumpur 1
Fairmont Kuala Lumpur 1 ist ein im Bau befindlicher[veraltet] Wolkenkratzer in Kuala Lumpur in Malaysia, nördlich des Parks Taman KLCC in der Entwicklungszone Kuala Lumpur City Centre. 
Das 370 Meter hohe Gebäude soll[veraltet] bei Fertigstellung über 78 Etagen und ein Fairmont-Luxushotel verfügen.